# Josef Škach
Josef Škach (* 9. května 1948 Teplice) je český vědec a výzkumník, který pracoval na výzkumných úkolech v oblasti pivovarství a sladařství. Působil ve Výzkumném ústavu pivovarském a sladařském (VÚPS), a dále v pivovaru Radegast, Velké Popovice a následně i v Plzeňském Prazdroji, a.s., která byla v té době již vlastněna společností SAB (dnes SABMiller plc).

## Život
Po maturitě v roce 1966 na Střední všeobecně vzdělávací škole se zaměřením chemicko-biologickým vystudoval Vysokou školu chemicko-technologickou v Praze (VŠCHT). Jeho specializace byla kvasná chemie a bioinženýrství. Diplomovou práci na téma Stanovení optimálních podmínek pro štěpení fytinu při pivovarském rmutování díly z různé skladby sypání obhájil v roce 1972. Kandidátskou disertační práci Koloidní stabilizace piva moderními průmyslovými preparáty obhájil v roce 1984.
Po ukončení studia působil v letech 1973–1974 na katedře kvasné chemie VŠCHT. Od roku 1975 do 1995 pracoval ve Výzkumném ústavu pivovarském a sladařském. Začal na pozici výzkumného pracovníka, později se stal vedoucím biochemického oddělení a nakonec byl ustaven zástupcem ředitele. V letech 1987–1995 byl současně odborným redaktorem a později šéfredaktorem časopisu Kvasný průmysl.
Hlavními tématy jeho výzkumné činnosti byly problematika koloidní a senzorické stability piva, význam polyfenolových a dusíkatých látek pro kvalitu piva a vývoj adsorbentu polyfenolových látek a stabilizačního filtru pro jeho aplikaci, který vyústil v 5 autorských osvědčení.
Dále se podílel mj. na popularizaci měření rozpuštěného kyslíku v pivu a snižování jeho koncentrace, zavádění technologií výroby koloidně stabilních piv a využívání průmyslově vyráběných enzymů.
Výsledky výzkumné činnosti byly publikovány ve více než 20 výzkumných zprávách, v časopise Kvasný průmysl i na pivovarsko-sladařských dnech. Tam formou přednášek a posterů (plakátových sdělení od roku 1975 do roku 1995 a dále v letech 2005–2010). V letech 2005–2010 bylo hlavním tématem využití násadních kvasnic a obecněji technologie kvašení. Přednášky byly prezentovány ve sbornících z konferencí.
V roce 1995 odešel do Pivovaru Radegast, a.s., kde se věnoval technologickému rozvoji a licenčním výrobám. V r. 2001 přechází v postupně se sjednocující společnosti Plzeňský Prazdroj, a.s. na český trh do pivovaru Velké Popovice jako manažer výroby piva. V roce 2003 přešel do Plzeňského Prazdroje.
V roce 2005 se vrátil na VÚPS, kde pracoval jako odpovědný řešitel grantových projektů, např. o problematice kvasnic a které byly publikovány v Kvasném průmyslu. Další výzkumný úkol týkající se vývoje piva pro celiaky byl po úspěšném ukončení patentován. Výsledky projektu byly na trh realizovány Žateckým pivovarem s.r.o. a uvedeny na trh v roce 2010.
Tým odborníků VÚPS a pivovaru za ni obdržel cenu F. O. Poupěte v roce 2010, kterou uděluje Český svaz pivovarů a sladoven a v r. 2012 Čestné uznání Asociace inovačního podnikání České republiky v rámci soutěže o Cenu inovace roku 2012. Byl dlouholetým členem vědecké rady VÚPS. V současnosti je členem Redakční rady časopisu Kvasný průmysl a Vědecké rady nakladatelství VÚPS, a. s.
Od roku 1975 do roku 1995 a dále v letech 2005–2010 přednášel na řadě pivovarsko-sladařských dnů. Hlavními tématy bylo především využití následných kvasnic a obecněji technologie kvašení. Přednášky byly prezentovány ve sbornících z konferencí nebo v časopise Kvasný průmysl.
Působil a publikoval v mezinárodních odborných organizacích, především od roku 1991 do roku 2005 v MEBAK. V letech 1994–2005 působil v Biochemistry Group, později přejmenované Brewing Science Group při European Brewery Convention, kde mj. referoval o výsledcích své vědecké činnosti
Odešel do důchodu v roce 2010. Od roku 2014 se podílí na vybraných projektech VÚPS. Je řešitelem mezinárodního projektu Multi Sensor Technology for management of food processes. První výsledky byly prezentovány v roce 2015 na mezinárodní konferenci v Řecku.

## Dílo
- Basařová G., Škach J., Černá I.: Použití československých adsorbentů při výrobě koloidně stabilních piv. Kvasny Prum. 1977; 23(9): 193-197
- Basařová G., Černá I., Škach J.: Význam a způsob úpravy polyfenolových látek v pivovarské technologii. Kvasny Prum. 1977; 23(4): 73-77
- Basařová G., Škach J., Budín J., Kubínek V.: Úprava koncentrace polyfenolových látek v pivu práškovitým Sorsilenem. Kvasny Prum. 1979; 25(10): 217-221
- Basařová G., Škach J., Kubánek V., Veruovič B.: Způsob hodnocení texturních technologických a sorpčních vlastností adsorbentu polyfenolových látek Sorbamid. Kvasny Prum. 1983; 29(9): 193-200
- Škach J.: Současný pohled na koloidní stabilitu piva. Kvasny Prum. 1984; 30(4): 73-78
- Škach J., Mikyška A., Zimová I.: Význam acidifikace vystírky pro extraktovou skladbu mladiny. Kvasny Prum. 1987; 33(8-9): 244-247
- Mikyška A., Škach J.: Metoda pro současné stanovení výše molekulárních α-glukanů a β-glukanů pivovarských meziproduktů a piva. Kvasny Prum. 1990; 36(1): 2-5
- Ptáček J., Škach J., Stejskal P.: Koloidní stabilizace piva iontoměničem. Kvasny Prum. 2000; 46(5): 136-139
- Škach J., Slabý M.: Vážíme si dostatečně kvasinek? Kvasny Prum. 2009; 55(1): 2-8
- Mikyška A., Prokeš J., Běláková S., Škach J., Hašková D.: Vliv původu ječmene a technologie sladování na obsah ferulové kyseliny v ječmeni a sladu. Kvasny Prum. 2010; 56(3): 145-151
- Slabý M., Škach J., Fiala J.: Hodnocení násadních kvasnic moderními metodami. Kvasny Prum. 2010; 56(5): 226-233